# Llista de Creus de Sant Jordi/2000/Entitats

#### Entitats
Informació actualitzada per un bot. Els canvis manuals es perdran quan s'actualitzi!
| Entitat                                                      | Wikidata  | Descripció                                      | Imatge |
| ------------------------------------------------------------ | --------- | ----------------------------------------------- | ------ |
| Companyia de Maria-Lestonnac                                 | Q2275434  |                                                 |        |
| Escola Tècnica Superior d'Enginyeria Industrial de Barcelona | Q2750060  | Escola Tècnica Superior d'Enginyeria Industrial |        |
| Diari de Vilanova                                            | Q5271838  | diari local                                     |        |
| Ràdio Associació de Catalunya                                | Q9071531  | Societat cooperativa fundada l'any 1924         |        |
| Associació d'Amics de Sant Pere de Ponts                     | Q11907001 |                                                 |        |
| Federació de Cors de Clavé                                   | Q11921692 |                                                 |        |
| Moviment Rialles de Catalunya                                | Q11937742 |                                                 |        |
| Honorable Col·legi de Cerers                                 | Q17606437 |                                                 |        |